# Gempeng
Gempeng is een bestuurslaag in het regentschap Pasuruan van de provincie Oost-Java, Indonesië. Gempeng telt 7721 inwoners (volkstelling 2010).